# John Sewell Sanborn
Pour les articles homonymes, voir Sewell et Sanborn.
John Sewell Sanborn, né le 1er janvier 1819 à Gilmanton, New Hampshire, et mort le 17 juillet 1877 à Asbury Park, New Jersey, est un professeur, avocat, homme politique et juge canadien.

## Origine et formation
John Sewell Sanborn est issu de la famille Sanborn, une influente famille basée dans le New Hampshire, la Nouvelle-Angleterre et la Nouvelle-Écosse. Son ancêtre était Martin Sanborn. Son père était à la fois fermier et professeur et son frère, Edwin David Sanborn, était un historien du New Hampshire et enseignant au Dartmouth College. C'est là qu'il a entamé ses études supérieures, y décrochant une maîtrise ès arts (1845) et, en fin de vie, un doctorat en droit (1874), puis il est allé du côté de l'Université Bishop's de Lennoxville où il obtint une autre maîtrise ès arts (1854) ainsi qu'un doctorat en droit civil (1873). Après avoir terminé ses études de droit à Sherbrooke et à Montréal, il fut admis au Barreau de la Section du district de Montréal en 1847. De 1842 à 1845, il a été le directeur de la Sherbrooke Academy et le diacre de la Sherbrooke's Congregationalist Church. Sanborn enseigna le droit à Lucius Seth Huntington, notamment. 

## Carrière politique
John Sewell Sanborn prônait l'annexion des Cantons-de-l'Est aux États-Unis. C'est sur cette base politique qu'il se présenta aux élections législatives de 1850 pour la circonscription de Sherbrooke. Il remporte le vote populaire avec une avance de 34 voix sur son adversaire, sur un total de 1 448 bulletins de vote, faisant de Sanborn le seul annexionniste présent en chambre. Les idées sécessionnistes de Sanborn et son élection à l'Assemblée législative ne sont pas étrangères à la création éventuelle d'un chemin de fer connectant les Cantons-de-l'Est au Maine. Il est réélu en 1852, mais cette fois en renonçant à ses idées annexionnistes, et fut à nouveau réélu en 1854 dans la circonscription de Compton, et finit par délaisser son siège en 1857. Entre-temps, en 1854, Sanborn est élu bâtonnier du Québec, un mandat qui durera une année.

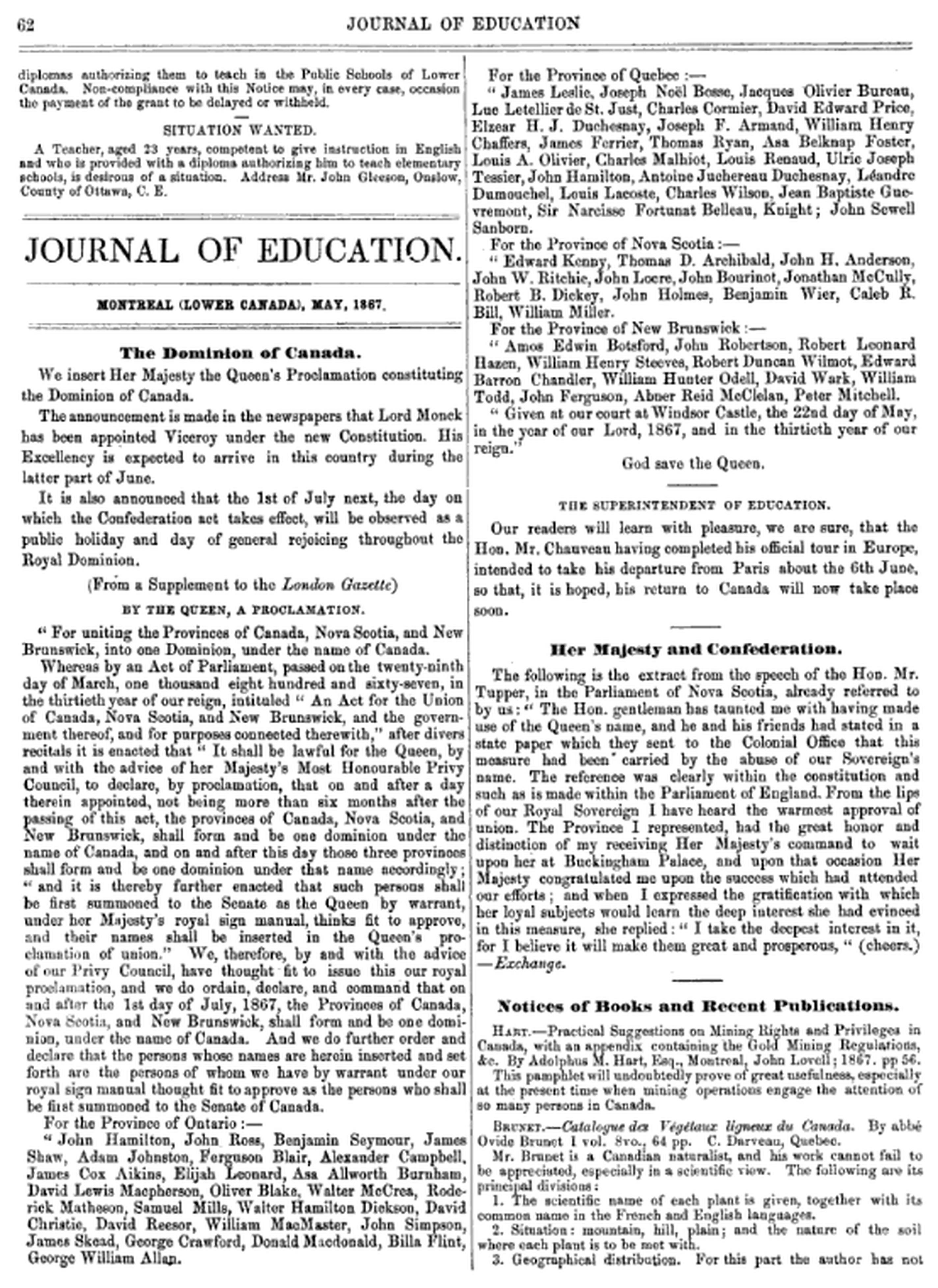
Proclamation par la reine Victoria sur le Dominion du Canada (mai 1867).

Le 8 mai 1863, Sanborn est élu sans opposition au Conseil législatif pour la division électorale de Wellington, poste qu'il maintiendra jusqu'à la création du Dominion du Canada, en 1867,. Lors d'une réunion du Conseil, John Sewell Sanborn s'éleva contre la proposition de Confédération et désapprouva les Résolutions de Québec. Rappelant la nature pécheresse de l'homme, et bien que constatant l'esprit plus libéral des Canadiens français, Sanborn déclara :

« Ce serait cependant une grave erreur d'ignorer les garanties et les règles nécessaires pour perpétuer les bonnes mœurs et empêcher les dispositions aux agressions qui existaient déjà dans plus ou moins dans tous les esprits. Ce principe - l'amour du pouvoir - se trouve dans chaque cœur humain, aucun n'en est exempt, et l'histoire du monde montre qu'aucun peuple ne lui jamais été supérieur. L'honorable Premier ministre avait reconnu cette vérité dans les remarques qu'il avait faites au sujet des difficultés [relatives à la coexistence] entre le Haut et le Bas-Canada. »

— John Sewell Sanborn, 1865
Également, durant son mandat sénatorial, déclara être pour la peine de mort pour les cas de viol d'enfants et, souhaitant davantage affirmer l'indépendance juridique du Canada, avança que « les lois anglaises ne conviennent pas à ce pays et ne peuvent en règle générale être importées dans nos systèmes régnants sans grand danger ». En général, Sanborn était très actif lors des rencontres et des débats entourant la formation du Dominion du Canada. Sanborn était affilié avec les Rouges du Parti libéral du Canada, aux côtés de Luther Hamilton Holton, Antoine-Aimé Dorion et Alexander Tilloch Galt, le tout premier ministre des Finances du Canada très proche partenaire de Sanborn. 
En mai 1867, John Sewell Sanborn est nommé à titre de sénateur du Dominion du Canada représentant la province de Québec par la reine Victoria, à la suite d'une sanction royale de la part de la monarque britannique et qui atteste officiellement l'union de la province du Canada, du Nouveau-Brunswick et de la Nouvelle-Écosse. 

## Carrière professionnelle

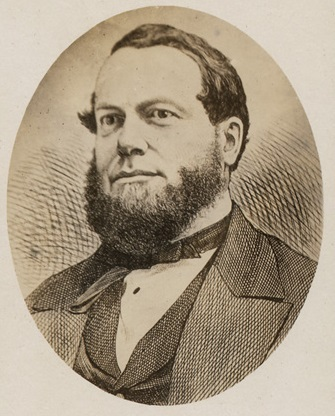
John Sewell Sanborn, ca. 1850

Sanborn était un promoteur de la Compagnie du chemin de fer de Saint-François et Mégantic, et a fait de la collusion avec Luther Hamilton Holton et Alexander Tilloch Galt pour favoriser l'adoption d'un projet de loi sur le chemin de fer à l'Assemblée législative, notamment à l'aide d'un système d'obligations et de redevances.
Au cours de sa vie, Sanborn a été président de la Société de tempérance du Québec, président de la Library Association of Sherbrooke et un des administrateurs du Congregational College of British North America, à Montréal,.

## Haute magistrature
En 1873, Sanborn se désiste de son poste lorsqu'il fut nommé à la Cour supérieure du Québec pour le district Saint-François par John A. MacDonald, à la suite de quoi il devint juge à la Cour du banc de la reine (aujourd'hui Cour d'appel du Québec) en 1874,. La nomination de Sanborn à la Cour du banc a été facilitée par son ami Antoine-Aimé Dorion, figure importante d'un gouvernement libéral nouvellement porté au pouvoir.

## Vie privée et décès
Il épouse en juillet 1847 à Sherbrooke Eleanor Hall Brooks, fille d'Elizabeth Towle et de Samuel Brooks, membre conservateur de l’Assemblée législative représentant Sherbrooke,. Dans le cas de l'alliance familiale Brooks-Sanborn, Jacques Gagnon, professeur au Cégep de Sherbrooke, parle de transmission familiale d'une circonscription, un phénomène notamment présent dans les comtés à majorité anglophone de Sherbrooke, Arthabaska et Drummond.  Sanborn et Brooks eurent trois enfants ensemble. En 1856, trois années après le décès d'Eleanor Hall Brooks, Sanborn épouse Nancy Judson Hasseltine, avec qui il eut une fille. De 1881 à 1886, la famille Sanborn est logée au 594, rue Queen Nord à Sherbrooke, résidence qui aujourd'hui porte le nom de Résidence Sanborn. Son fils, Samuel Brooks Sanborn, lui aussi avocat, est mort sans enfant à Sherbrooke en 1885 à la suite du maniement imprudent d'une arme à feu. 
John Sewell Sanborn est décédé à Asbury Park, au New Jersey, le 17 juillet 1877. Ses obsèques furent célébrés à l'église American Presbyterian de Montréal.
Le bureau de poste et la station de train de la municipalité de Cookshire-Eaton, « Johnville », ainsi que la rue Sanborn de Sherbrooke ont tous été nommés en son honneur,. Le journal L'Étendard affirme en 1884 que John Sewell Sanborn était un franc-maçon.

## Hommages et distinctions

### Titre honorifique
- Conseiller de la reine

### Titre de civilité
- Monsieur le bâtonnier[9]

#### Droit
- Avocat, Juriste
- Droit au Québec, Droit civil
- Histoire du droit au Québec, XIXe siècle en droit au Québec, XXe siècle en droit au Québec
- Système judiciaire du Québec, Loi du Québec
- Barreau du Québec, Bâtonnier du Québec
- Barreau de Saint-François, Districts judiciaires du Québec
- Code civil du Bas-Canada, Code criminel du Canada